# Pseudoeurycea melanomolga
Pseudoeurycea melanomolga är en groddjursart som först beskrevs av Taylor 1941.  Pseudoeurycea melanomolga ingår i släktet Pseudoeurycea och familjen lunglösa salamandrar. IUCN kategoriserar arten globalt som starkt hotad. Inga underarter finns listade i Catalogue of Life.